# Pan (Hamsun)
Pan è un romanzo del 1894 dell'autore norvegese Knut Hamsun, premiato con il Premio Nobel per la letteratura nel 1920.

## Trama
Un narratore anonimo ricorda una storia d'amore da lui vissuta in giovinezza mentre si trovava a vivere e cacciare nelle regioni settentrionali della Norvegia. L'idillio iniziale si evolve in una lenta distruzione della vita del protagonista a causa della manipolazione emotiva a cui lo sottopone la donna.

## Edizioni
- Pan, trad. it. Federigo Verdinois, Giannini, Napoli, 1919
- Pan, trad. it. Giovanni Marcellini, Sonzogno, Milano, 1926
- Pan, trad. it. Ervino Pocar, Mondadori, Milano, 1955
- Pan, trad. it. Romana Mariani, Mundus, Ancona, 1955
- Pan, trad. it. Silvia De Cesaris, Fabbri, Milano, 1986
- Pan, trad. it. Fulvio Ferrari, Adelphi, Milano, 2001, ISBN 88-459-1636-7

| Controllo di autorità | GND (DE) 4569688-3 |